# Sandy Point Town
Sandy Point Town är en parishhuvudort i Saint Kitts och Nevis.   Den ligger i parishen Saint Anne Sandy Point, i den västra delen av landet, 15 km nordväst om huvudstaden Basseterre. Sandy Point Town ligger 23 meter över havet och antalet invånare är 780. Den ligger på ön Saint Christopher.